# Street Symphony
Street Symphony è un brano R&B della cantante statunitense Monica scritto, prodotto e arrangiato da Dallas Austin per il secondo album dell'artista, The Boy Is Mine. Il brano è stato pubblicato come quarto singolo estratto dall'album in Nord America, ma non è riuscito a replicare il successo dei singoli precedenti.

## Composizione e testo
Il titolo della canzone raffigura bene lo spirito che anima il pezzo. Il produttore e autore Dallas Austin infatti, ha composto una melodia basata su una sinfonia di musica classica che fa grande uso di archi, e l'ha unita a un ritmo urban, creando una commistione originale. Il testo ha come una protagonista una ragazza, la quale riflette sul fatto che non potrà mai riuscire a togliere il ragazzo che ama dalle strade e che costui, nonostante varie promesse, sembra essere interessato solo a se stesso e ai suoi guadagni illeciti.

## Video
Il videoclip del singolo è stato diretto da Darren Grant, e inizia mostrando un gruppo di violinisti che esegue il riff del brano sul tetto di un palazzo, sul quale stanno cercando di arrivare agenti della polizia intenzionati a bloccare questa esibizione improvvisata. Il video si svolge interamente di notte; Monica esegue una coreografia accompagnata da alcune ballerine e circondata dai violinisti, che eseguono il pezzo su strumenti argentati, e in altre scene l'artista viene mostrata mentre getta a terra gioielli come un anello e un collier (evidenti doni del suo ragazzo), e mentre piange seduta in macchina guardando il suo ragazzo che scende e sale nella sua macchina di un suo amico. Nella scena finale la cantante cammina su un marciapiede, quando si gira all'improvviso riconoscendo nella macchina che le è appena passata accanto senza fermarsi quella dell'amico del ragazzo.
Il look dell'artista è molto diverso rispetto ai video precedenti. Questo è infatti il primo video in cui Monica abbia i capelli tinti di un colore diverso dal naturale. La cantante sfoggia un caschetto liscio di capelli castano chiari con delle clips bionde. Anche il trucco è molto più forte rispetto al passato, e si basa su tonalità purpuree e bronzee, molto accese su palpebre e labbra. Durante la scena della coreografia la cantante indossa un top nero e pantaloni dello stesso colore lucidi e attillati. In un'altra sequenza la cantante è inginocchiata a terra, con un vestito blu scuro da cui si diramano lunghe pieghe che coprono la superficie di tutta la stanza in cui si trova la cantante; in questa scena Monica ha i capelli più corti rispetto alle altre scene, tagliati in modo da apparire più corti dietro la testa e più lunghi davanti, e ha dei brillanti su viso, spalle e braccia. Nelle scene che raccontano il rapporto col suo ragazzo, la cantante indossa un cappotto giallo e stivali con tacchi alti.

## Ricezione
Dopo una serie di singoli tutti in top10 e i primi 3 del secondo album tutti al numero 1 in USA (The Boy Is Mine, The First Night e Angel of Mine), questo è il primo singolo di Monica ad essere un flop totale in qualsiasi classifica di Billboard e a non entrare nemmeno nella Hot 100. Anche nelle classifiche R&B il singolo è stato un insuccesso totale e non è entrato neanche nella top40. La posizione più alta l'ha raggiunta nella Rhytmic Top 40, dove è arrivato al numero 27. All'estero il brano non ha avuto nessun tipo di risonanza, e da qui in poi inizia il declino della cantante, che tornerà in auge nel 2003 con il suo terzo album e i rispettivi singoli.

## Classifiche
| Classifica (1999)                    | Posizione |
| ------------------------------------ | --------- |
| U.S. Billboard Hot 100               | 120       |
| U.S. Billboard Hot R&B/Hip-Hop Songs | 50        |
| U.S. Billboard Rhythmic Top 40       | 27        |